# Tripterospermum sumatranum
Tripterospermum sumatranum är en gentianaväxtart som beskrevs av Jin Murata. Tripterospermum sumatranum ingår i släktet Tripterospermum och familjen gentianaväxter. Inga underarter finns listade i Catalogue of Life.